# Clathria conica
Clathria conica är en svampdjursart som beskrevs av Claude Lévi 1963. Clathria conica ingår i släktet Clathria och familjen Microcionidae. Inga underarter finns listade i Catalogue of Life.